# Cafu
Cafu (* 7. Juni 1970 in Itaquaquecetuba; bürgerlich Marcos Evangelista de Moraes) ist ein ehemaliger brasilianischer Fußballspieler. Seine Stammposition war die rechte Verteidigungsseite, bekannt ist er jedoch vor allem für seine schnellen Vorstöße in die Hälfte des Gegners. In Europa spielte Cafu in der Serie A für die AS Rom und die AC Mailand und wurde mit jedem Verein je einmal italienischer Meister. Darüber hinaus gewann er mit Milan 2007 die Champions League. Cafu spielte von 1990 bis 2006 142-mal für die brasilianische Nationalmannschaft und ist damit brasilianischer Rekordnationalspieler. Mit der Seleção nahm Cafu an vier Weltmeisterschaften (1994, 1998, 2002, 2006) teil, wobei er 1994 und 2002 (als Kapitän) Weltmeister wurde. Darüber hinaus gewann er 1997 und 1999 die Copa América sowie 1997 den Confed Cup. Nach der WM 2006 beendete er seine Nationalmannschaftskarriere und spielte anschließend noch zwei Spielzeiten im Verein.

## Karriere

### Verein

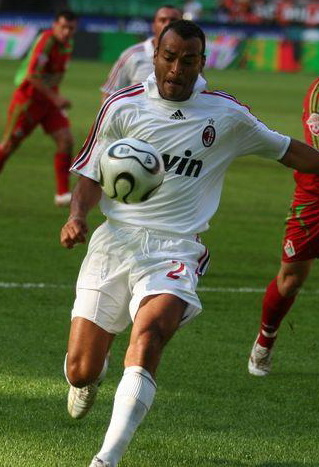
Cafu im Trikot der AC Mailand (2007)

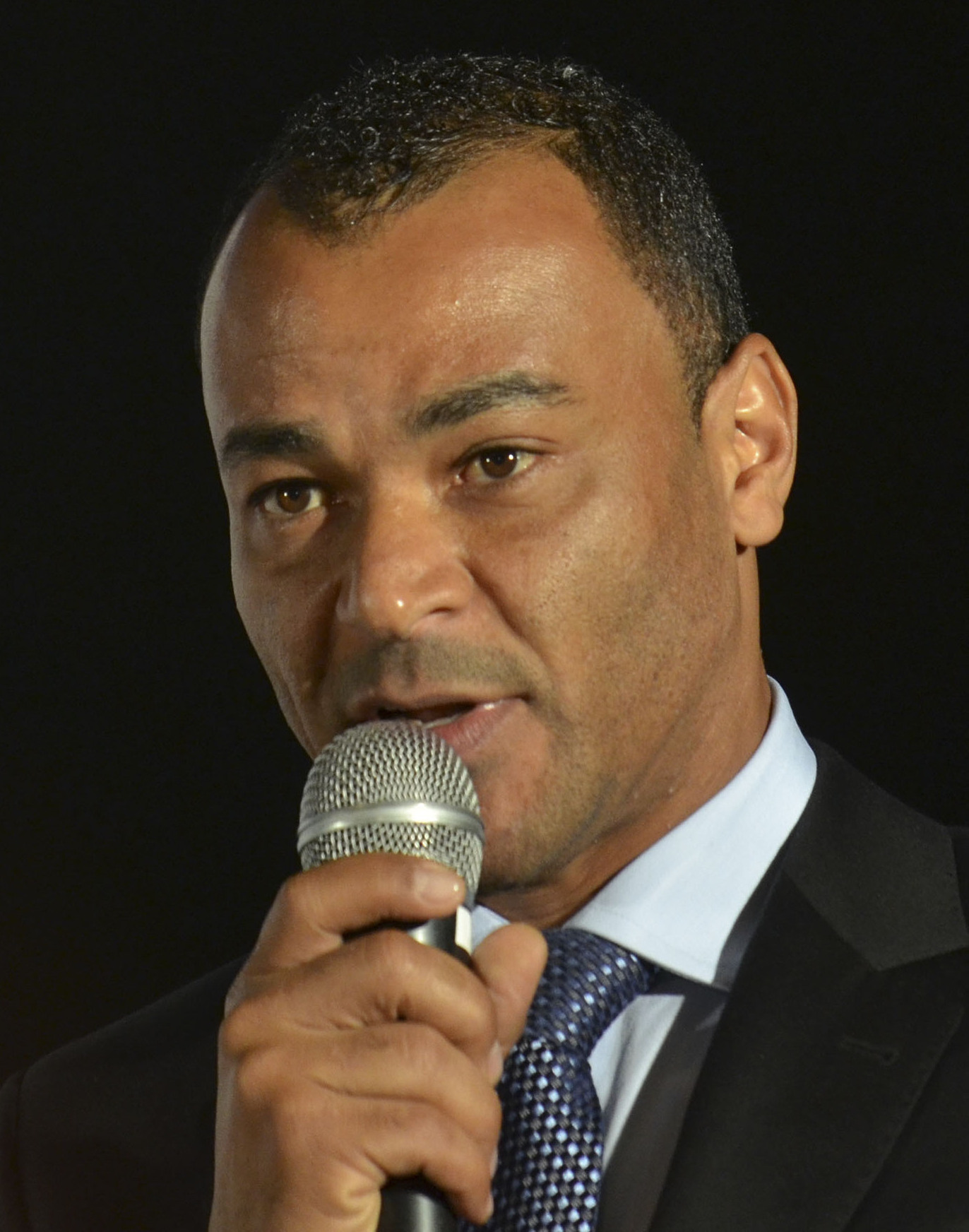
Cafu (2013)

In Brasilien hatte er mit dem FC São Paulo große Erfolge, wie zum Beispiel den Gewinn der Brasilianischen Meisterschaft. 1995 bestritt er seine ersten Spiele in Europa für den spanischen Club Real Saragossa, bevor es ihn kurz darauf zurück nach Brasilien zog, wo er für Juventude und Palmeiras spielte. Erst zur Saison 1997/1998 kam er endgültig nach Europa, wo er bei der AS Rom anheuerte und schnell zum Stammspieler wurde. 2001 wurde er mit den Römern Italienischer Meister. Zu Beginn der Saison 2003/2004 wechselte er zur AC Mailand, mit dem er erneut Meister wurde und in der Saison 2006/07 die Champions-League gewann. Im Sommer 2008 beendete Cafu zunächst seine Karriere, ehe er sich im Januar 2009 dem englischen Verein Garforth Town anschloss, der in der Northern Premier League Division One North, der achten englischen Liga, spielt. Dort spielte er nur zwei Monate, ehe er am 1. März 2009 seine Karriere endgültig beendete.

### Nationalmannschaft
Cafu debütierte am 12. September 1990 in der Seleção. Er ist der einzige Fußballer, der es je geschafft hat, in drei WM-Finalspielen (1994, 1998 und 2002) anzutreten; selbst Pelé nahm, verletzungsbedingt, nur zweimal teil. 1994 und 2002 konnte Brasilien die Finalspiele gewinnen. Außerdem hat er mit Brasilien 1997 und 1999 die Copa América sowie 1997 den Konföderationen-Pokal gewonnen. 
Cafu war mit seinen 142 Länderspielen bis zum 8. September 2007 Rekordspieler Südamerikas, bevor er von Iván Hurtado aus Ecuador überholt wurde. Er lief auch bei der Fußball-Weltmeisterschaft 2006 in den ersten beiden Vorrundenspielen als Kapitän seiner Nationalmannschaft auf. Im dritten Vorrundenspiel wurde er nicht eingesetzt, da er zuvor schon eine gelbe Karte erhalten hatte und er bei einer weiteren für das Achtelfinale, für das Brasilien schon qualifiziert war, gesperrt worden wäre. Im Achtel- und Viertelfinale kam er wieder zum Einsatz, schied dann aber durch eine 0:1-Niederlage gegen Frankreich aus. Er gewann 16 Spiele bei Weltmeisterschaften, was bis zum Endspiel der Fußball-Weltmeisterschaft 2014 (17. WM-Sieg von Miroslav Klose) eine Rekordmarke darstellte.

## Titel und Auszeichnungen

### Nationalmannschaft
- Weltmeister (2): 1994, 2002
- Copa-América-Sieger (2): 1997, 1999
- Confed-Cup-Sieger: 1997

### Vereine
International
Weltweit:
- Klub-Weltmeister: 2007
- Weltpokal-Sieger (2): 1992, 1993

Europa:
- Champions-League-Sieger: 2007
- UEFA-Super-Cup-Sieger (2): 2003, 2007

Südamerika:
- Copa-Libertadores-Sieger (2): 1992, 1993
- Copa-Conmebol-Sieger: 1994
- Recopa-Sudamericana-Sieger (2): 1993, 1994
- Supercopa-Sudamericana-Sieger: 1993

Brasilien
- Brasilianischer Meister: 1991
- Staatsmeister von São Paulo (2): 1991, 1992

Italien
- Italienischer Meister (2): 2001 (AS Rom), 2004 (AC Mailand)
- Italienischer Supercupsieger (2): 2001 (AS Rom), 2004 (AC Mailand)

### Auszeichnungen
- Wahl ins Ballon d’Or Dream Team (2020)
- Südamerikas Fußballer des Jahres: 1994
- UEFA Team of the Year: 2004, 2005
- FIFPro World XI: 2005
- FIFA 100

## Sonstiges
Cafu trat in der Vergangenheit als Unterstützer von Jair Bolsonaro in Erscheinung.